# Ablegat
L'ablegat era antigament el delegat d'un legat pontifici o del seu vicari. Avui l'ablegat és l'encarregat de lliurar la birreta als nous cardenals o de missions de gràcia, en qualitat de comissaris apostòlics.